# Crytea
Crytea is een geslacht van insecten uit de orde vliesvleugeligen (Hymenoptera) en de familie Ichneumonidae.

## Soorten
- C. alba Heinrich, 1968
- C. albicalcea Heinrich, 1968
- C. albifrons Heinrich, 1968
- C. albitrochanterata (Heinrich, 1938)
- C. aliena Heinrich, 1968
- C. bigilvata Heinrich, 1968
- C. brevistriata Heinrich, 1968
- C. cavillosa (Tosquinet, 1896)
- C. cedrorum Heinrich, 1968
- C. ceta (Morley, 1917)
- C. cognata (Heinrich, 1938)
- C. deformis (Heinrich, 1938)
- C. deutera Heinrich, 1968
- C. dubia (Szepligeti, 1908)
- C. erythraea (Gravenhorst, 1820)
- C. frequentior (Heinrich, 1938)
- C. frontalis (Szepligeti, 1908)
- C. fuscomaculata Cameron, 1906
- C. gabelincola Heinrich, 1968
- C. gilvicornis Heinrich, 1968
- C. graciliventer Heinrich, 1968
- C. guineana Heinrich, 1968
- C. hemerythraea (Morley, 1917)
- C. immaculaticeps Heinrich, 1968
- C. leucotrochus (Kriechbaumer, 1894)
- C. lissogena Heinrich, 1968
- C. mbeyana Heinrich, 1968
- C. melanothorax Heinrich, 1968
- C. meruensis (Heinrich, 1936)
- C. mesomelas Heinrich, 1968
- C. mesoxantha (Szepligeti, 1908)
- C. nairobiensis (Heinrich, 1936)
- C. novanana Heinrich, 1968
- C. nyassae Heinrich, 1968
- C. phorcys (Morley, 1917)
- C. plagiceps (Kriechbaumer, 1894)
- C. proletes (Heinrich, 1938)
- C. pumilio (Heinrich, 1938)
- C. quadrigilvata Heinrich, 1968
- C. sanguinator (Rossi, 1794)
- C. sublunifer (Morley, 1919)
- C. superbula Heinrich, 1968
- C. townesi Heinrich, 1968
- C. tricolor (Kriechbaumer, 1894)
- C. tricolorata Heinrich, 1968
- C. tsitsikamae Heinrich, 1968
- C. varicornis Cameron, 1906